# Torneio Rio-São Paulo 1993
Das Torneio Rio-São Paulo 1993 war die 19. Austragung des Torneio Rio-São Paulo, eines Fußballpokalwettbewerbs in Brasilien. Er wurde vom 23. Juni bis 7. August 1993 ausgetragen. Nachdem das Turnier zuletzt 1966 ausgetragen worden war, wurde es 1993 wieder belebt um eine Lücke im Spielkalender zu füllen.

## Modus
In zwei Gruppen zu je vier Klubs traten diese in Hin- und Rückspiel gegeneinander an. Die beiden Gruppensieger trugen dann das Finale untereinander aus.

## Teilnehmer
| Teilnehmer Rio de Janeiro | Teilnehmer São Paulo               |
| ------------------------- | ---------------------------------- |
| Botafogo FR               | SC Corinthians                     |
| CR Flamengo               | SE Palmeiras                       |
| Fluminense FC             | Associação Portuguesa de Desportos |
| CR Vasco da Gama          | FC Santos                          |

## Gruppenphase

### Tabelle Gruppe A
| Pl. | Verein           | Sp. | S | U | N | Tore    | Diff. | Punkte |
| --- | ---------------- | --- | - | - | - | ------- | ----- | ------ |
| 1.  | SC Corinthians   | 6   | 5 | 1 | 0 | 015:900 | +6    | 16     |
| 2.  | Portuguesa       | 6   | 2 | 1 | 3 | 007:900 | −2    | 07     |
| 3.  | Botafogo FR      | 6   | 1 | 2 | 3 | 007:800 | −1    | 05     |
| 4.  | CR Vasco da Gama | 6   | 1 | 2 | 3 | 011:140 | −3    | 05     |

| 1. Spieltag (23. Juni) |     |             |              |
| Portuguesa             | 1:2 | Corinthians | Canindé      |
| 1. Spieltag (26. Juni) |     |             |              |
| Vasco                  | 1:1 | Botafogo    | São Januário |
| 2. Spieltag (7. Juli)  |     |             |              |
| Botafogo               | 0:1 | Corinthians | Mestre Ziza  |
| 2. Spieltag (7. Juli)  |     |             |              |
| Vasco                  | 0:2 | Portuguesa  | São Januário |
| 3. Spieltag (10. Juli) |     |             |              |
| Portuguesa             | 2:1 | Botafogo    | Canindé      |
| 3. Spieltag (11. Juli) |     |             |              |
| Corinthians            | 4:3 | Vasco       | Pacaembu     |
| 4. Spieltag (14. Juli) |     |             |              |
| Corinthians            | 2:0 | Portuguesa  | Pacaembu     |
| 4. Spieltag (14. Juli) |     |             |              |
| Botafogo               | 1:2 | Vasco       | Maracanã     |
| 5. Spieltag (21. Juli) |     |             |              |
| Portuguesa             | 2:2 | Vasco       | Canindé      |
| 5. Spieltag (24. Juli) |     |             |              |
| Corinthians            | 2:2 | Botafogo    | Pacaembu     |
| 6. Spieltag (28. Juli) |     |             |              |
| Vasco                  | 3:4 | Corinthians | São Januário |
| 6. Spieltag (28. Juli) |     |             |              |
| Botafogo               | 2:0 | Portuguesa  | Mestre Ziza  |

### Tabelle Gruppe B
| Pl. | Verein        | Sp. | S | U | N | Tore    | Diff. | Punkte |
| --- | ------------- | --- | - | - | - | ------- | ----- | ------ |
| 1.  | SE Palmeiras  | 6   | 3 | 1 | 2 | 010:600 | +4    | 10     |
| 2.  | FC Santos     | 6   | 3 | 1 | 2 | 010:110 | −1    | 10     |
| 3.  | CR Flamengo   | 6   | 2 | 2 | 2 | 013:100 | +3    | 08     |
| 4.  | Fluminense FC | 6   | 1 | 2 | 3 | 006:120 | −6    | 05     |

| 1. Spieltag 23. Juni   |     |            |                   |
| Flamengo               | 1:1 | Fluminense | Maracanã          |
| 1. Spieltag 7. Juli    |     |            |                   |
| Santos                 | 2:0 | Palmeiras  | Vila Belmiro      |
| 2. Spieltag 26. Juni   |     |            |                   |
| Santos                 | 3:1 | Fluminense | Vila Belmiro      |
| 2. Spieltag (3. Juli)  |     |            |                   |
| Palmeiras              | 1:1 | Flamengo   | Parque Antarctica |
| 3. Spieltag (10. Juli) |     |            |                   |
| Flamengo               | 3:0 | Santos     | Maracanã          |
| 3. Spieltag (11. Juli) |     |            |                   |
| Fluminense             | 0:3 | Palmeiras  | Maracanã          |
| 4. Spieltag (14. Juli) |     |            |                   |
| Fluminense             | 3:2 | Flamengo   | Maracanã          |
| 4. Spieltag (17. Juli) |     |            |                   |
| Palmeiras              | 3:0 | Santos     | Parque Antarctica |
| 5. Spieltag (20. Juli) |     |            |                   |
| Fluminense             | 1:1 | Santos     | Maracanã          |
| 5. Spieltag (24. Juli) |     |            |                   |
| Flamengo               | 3:1 | Palmeiras  | Maracanã          |
| 6. Spieltag (28. Juli) |     |            |                   |
| Santos                 | 4:3 | Flamengo   | Vila Belmiro      |
| 6. Spieltag (29. Juli) |     |            |                   |
| Palmeiras              | 2:0 | Fluminense | Parque Antarctica |

## Finale

### Hinspiel
| SE Palmeiras                                            | SE Palmeiras | SC Corinthians | SC Corinthians |
| ------------------------------------------------------- | --- | --- | -------------- |
| SE Palmeiras                                            | \| 4. August um 21:30 Uhr in São Paulo (Parque Antarctica) \| \| Ergebnis: 2:0 (2:0) \| \| Zuschauer: 18.719 \| \| Schiedsrichter: Dionísio Roberto Domingos ( São Paulo) \| | \| 4. August um 21:30 Uhr in São Paulo (Parque Antarctica) \| \| Ergebnis: 2:0 (2:0) \| \| Zuschauer: 18.719 \| \| Schiedsrichter: Dionísio Roberto Domingos ( São Paulo) \|                 | SC Corinthians |
| SE Palmeiras                                            | Sérgio – Cláudio Guadagno, Tonhão, Alexandre Rosa, Roberto Carlos – Amaral, Flávio Conceição, Jean Carlos, Edílson – Maurílio, Edmundo Cheftrainer: Vanderlei Luxemburgo     | Ronaldo – Winck, Marcelo Djian, Henrique, Admílson – Márcio Bittencourt , Ezequiel Ataliba, Valber – Leto, Viola , Rivaldo Reserve Marcelinho Paulista , Bobô Cheftrainer: Nelsinho Baptista | SC Corinthians |
| SE Palmeiras                                            | 1:0 Edmundo (27.) 2:0 Edmundo (29.) | | SC Corinthians |
| SE Palmeiras                                            | Edílson | Ezequiel, Rivaldo | SC Corinthians |
| SE Palmeiras                                            | Edmundo | | SC Corinthians |
| 4. August um 21:30 Uhr in São Paulo (Parque Antarctica) | | |                |
| Ergebnis: 2:0 (2:0)                                     | | |                |
| Zuschauer: 18.719                                       | | |                |
| Schiedsrichter: Dionísio Roberto Domingos ( São Paulo)  | | |                |

### Rückspiel
| SC Corinthians                                            | SC Corinthians | SE Palmeiras | SE Palmeiras |
| --------------------------------------------------------- | --- | --- | ------------ |
| SC Corinthians                                            | \| 7. August um 16:00 Uhr in São Paulo (Parque Antarctica) \| \| Ergebnis: 0:0 \| \| Zuschauer: 28.363 \| \| Schiedsrichter: Márcio Rezende de Freitas ( Minas Gerais) \|              | \| 7. August um 16:00 Uhr in São Paulo (Parque Antarctica) \| \| Ergebnis: 0:0 \| \| Zuschauer: 28.363 \| \| Schiedsrichter: Márcio Rezende de Freitas ( Minas Gerais) \|                              | SE Palmeiras |
| SC Corinthians                                            | Ronaldo – Winck , Marcelo Djian, Henrique, Admílson – Marcelinho Paulista, Ezequiel Ataliba, Valber – Leto, Viola, Rivaldo Reserve Leandro Silva , Bobô Cheftrainer: Nelsinho Baptista | Sérgio – Cláudio Guadagno, Tonhão, Alexandre Rosa, Roberto Carlos – César Sampaio, Flávio Conceição , Amaral, Jean Carlos – Maurílio, Edílson Reserve Paulo Gonzatti Cheftrainer: Vanderlei Luxemburgo | SE Palmeiras |
| SC Corinthians                                            | Winck, Admílson, Rivaldo | Sérgio, Roberto Carlos, Conceição | SE Palmeiras |
| 7. August um 16:00 Uhr in São Paulo (Parque Antarctica)   | | |              |
| Ergebnis: 0:0                                             | | |              |
| Zuschauer: 28.363                                         | | |              |
| Schiedsrichter: Márcio Rezende de Freitas ( Minas Gerais) | | |              |

## Torschützenliste
| Pl. | Nat.        | Spieler       | Klub                               | Tore |
| --- | ----------- | ------------- | ---------------------------------- | ---- |
| 1   | Brasilianer | Renato Gaúcho | CR Flamengo                        | 6    |
| 2   | Brasilianer | Valber        | SC Corinthians                     | 5    |
| 3   | Brasilianer | Bentinho      | Associação Portuguesa de Desportos | 4    |
|     | Brasilianer | Pimentel      | CR Vasco da Gama                   | 4    |